# Agnes Carlsson
Agnes Emilia Carlsson (Vänersborg; 6 de marzo de 1988) conocida simplemente como Agnes, es una cantante sueca que alcanzó popularidad al ganar la versión sueca del reality show American Idol, conocido en Suecia simplemente como Idol. Su padre era ingeniero ambiental y su madre enfermera y trabajadora social. 
Alcanzó los primeros puestos de las listas de ventas de varios países europeos con su canción «Release Me», en la que muestra un estilo más comercial y de la cual ha hecho varios videos en los que explota su imponente y potente imagen.
De hecho, desde su publicación en 2008, ha vendido 900.000 copias de su disco Dance Love Pop.
El 6 de noviembre de 2009 fue galardonada con el premio MTV Europe a la mejor interpretación europea en Suecia (Best Swedish Act).
En España se dio a conocer en los meses de noviembre y diciembre de 2009 por la cadena de radio nacional Máxima FM. El 13 de febrero de 2010 entra en la lista de Los 40 Principales en el número 40.
El 22 de mayo logró alcanzar el puesto 11 en la lista de 40 Principales, pero desde esa semana empezó a ir en descenso. El 14 de agosto consiguió ser récord de permanencia en dicha lista.
En 2021 publicó su nuevo sencillo  24 hours . 
Una canción con ritmos de los 80s.
En YouTube supera 1 millón de visitas y en Spotify 1.5 millones de streams a apenas 2 meses del lanzamiento del videoclip.

## Discografía

### Álbumes
- Agnes, 2005
- Stronger, 2006
- Dance Love Pop, 2008
- Dance Love Pop (Edición Love Love Love), 2009
- Veritas, 2012
- Nothing Can Compare (EP), 2019
- Magic Still Exists, 2021

### Sencillos
- «Right Here Right Now» (2005)
- «Stranded» (2006)
- «Kick Back Relax» (2006)
- «Champion» (2006)
- «On And On» (2008)
- «Release Me» (2008)
- «Love Love Love» (2009)
- «Release me» (2009)
- «I Need You Now» (2009)
- «Sometimes I forget» (2010)
- «Don't Go Breaking My Heart» (2011)
- «One Last Time» (2012)
- «Goodlife» (2020)
- «Fingers Crossed» (2020)
- «24 Hours» (2021)
- «Here Comes The Night» (2021)

### Colaboraciones
- Always On The Run (con Eric Gadd), 2003
- More Than You Know (con Vargas y Lagola), 2017
- Tough Love (con Avicii y Vargas & Lagola), 2019